# The Unborn (album)
The Unborn è il secondo album del gruppo melodic death metal finlandese Mors Principium Est. Dell'album è stata pubblicata anche una versione digipack in edizione limitata, in cui sono incluse due bonus track.

## Tracce
1. Pure – 6:08
2. The Harmony Remains – 4:51
3. Parasites of Paradise – 4:19
4. Two Steps Away – 5:44
5. Altered State of Consciousness – 4:20
6. Spirit-Conception – 1:35
7. The Unborn – 3:41
8. Fragile Flesh – 4:01
9. Pressure – 6:16
10. The Glass Womb – 4:30
11. Blood of Heroes – 3:28 – traccia bonus edizione digipack; cover dei Megadeth
12. No More – 3:16 – traccia bonus edizione digipack

## Formazione

### Membri del gruppo
- Jori Haukio – chitarra, programmatore e djembe
- Ville Viljane – voce
- Jarkko Kokko – chitarra
- Mikko Sipola – batteria
- Teemu Heinola – basso
- Joona Kukkola – tastiere

### Altri musicisti
- Maiju Tommila – voce femminile